# Hospice d'Orbec
L'hospice d'Orbec est un édifice situé à Orbec, en France.

## Localisation
Le monument est situé dans le département français du Calvados, dans le centre-ville d'Orbec.

## Historique
La flèche et l'abside de la chapelle Saint-Denis sont inscrites au titre des Monuments historiques depuis le 19 janvier 1927.

## Architecture

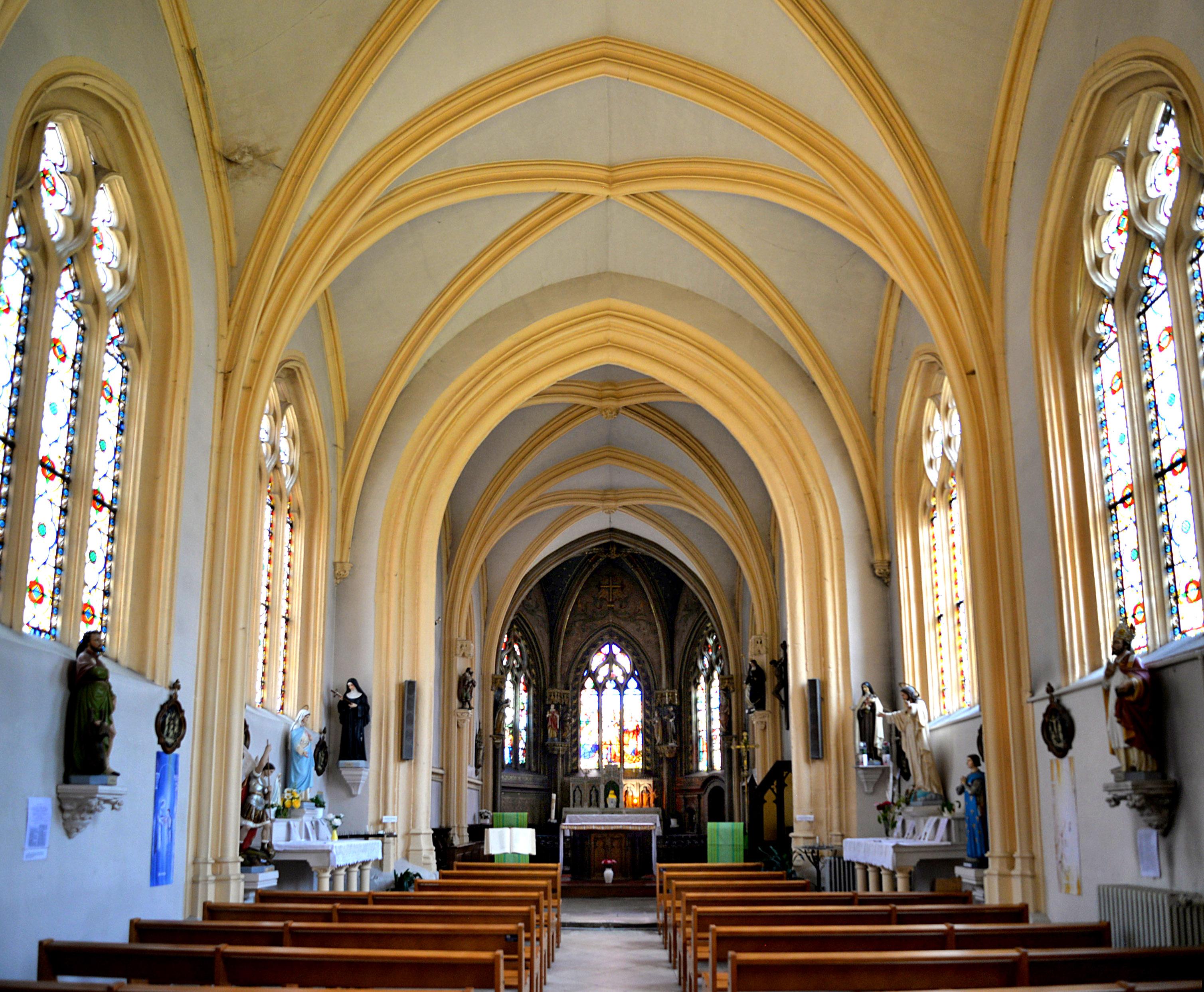
La nef de la chapelle.
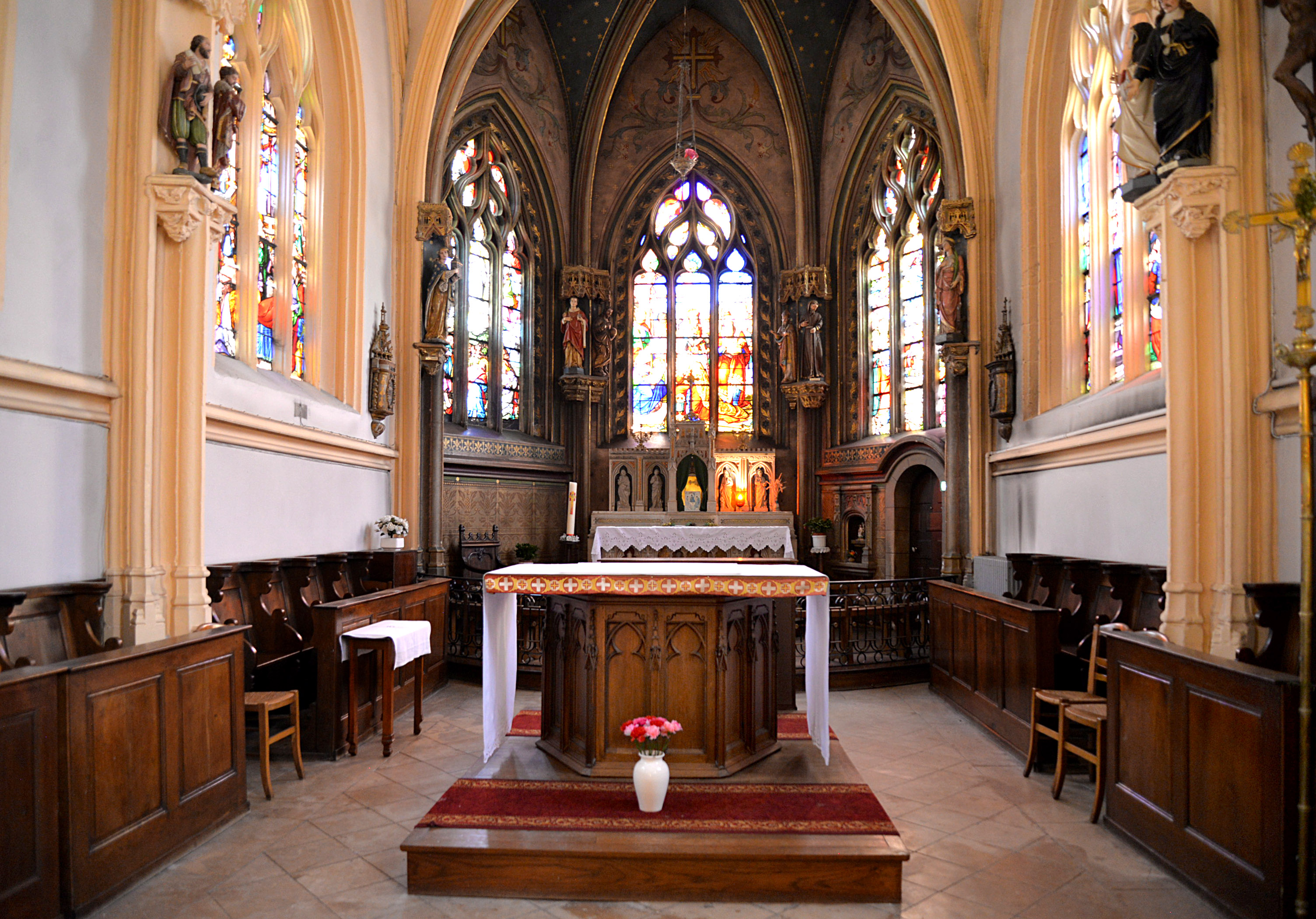
Le chœur de la chapelle.